# Syberia 3
Syberia 3 (рус. Сибирь 3) — видеоигра в жанре приключенческого квеста, продолжение игр Syberia и Syberia II. Разработана и издана французской компанией Microïds. Игра вышла 20 апреля 2017 года на платформах PlayStation 4, Xbox One, 25 апреля 2017 года на Microsoft Windows. Версия для Nintendo Switch появилась в продаже 18 октября 2018 года.
Игра продолжает рассказ о приключениях главной героини первых двух игр — Кейт Уолкер.

## Сюжет
После того как Кейт покинула Сибирь после смерти Ганса, она сама едва не погибает на дрейфующей льдине, но спасается благодаря народу юколов. Прожив около года бок-о-бок с кочующим племенем, Кейт решается помочь им совершить странный ритуальный обычай — сопровождение снежных страусов в их сезонной миграции через замерзшее озеро Вальсембор в отдалённый регион России под названием Яхастан. Однако по пути ей встречаются не только старые знакомые, но и череда новых событий, одним из которых становится доселе неведомая Кейт тайна о прошлом Ганса и его автоматонов.

## Разработка
Успех дилогии сразу же поставил вопрос о создании третьей части. Однако Бенуа Сокаль, автор и геймдизайнер игры изначально однозначно отрицал возможность создания третьей части, ссылаясь на исчерпанность сюжета. В апреле 2009 года президент Microïds Эммануэль Оливье (Emmanuel Olivier) сообщил, что компания Microïds готова профинансировать игру. Однако в феврале 2011 года Бенуа Сокаль заявил, что разработка игры так и не началась из-за недостаточного финансирования.
В конце 2012 года Бенуа Сокаль подписал контракт с Anuman Interactive для написания сценария Syberia III. За несколько дней до Game Connection Europe (ноябрь 2012) французская компания Anuman Interactive объявила о сделке с Сокалем. Руководят проектом те же, кто создал первые две части: Бенуа Сокаль (отвечает за художественную часть) и Эллиот Грассиано (директор по разработке и вице-президент издательского лейбла Microïds). Было анонсировано, что Syberia III будет мультиплатформенной игрой, релиз был запланирован на 2014—2015 годы.
Stéphane Longeard, генеральный директор компании Microïds: «После двух долгих лет ожидания поклонников игры, пока Бенуа Сокаль думал о сценарии и Эллиот Грассиано вступил в команду разработчиков, процесс работы над игрой действительно начался. Сегодня поклонники игры, наконец, были вознаграждены за терпение». Бенуа Сокаль, который работает в качестве художественного директора Syberia, сказал: «Я буду очень рад участвовать в создании приключений Кейт Уолкер и работе с командой Anuman Interactive. Я создал первые две части Syberia с Эллиотом, так что я также очень буду рад создать новую игру с ним и показать эволюцию Anuman в качестве важного игрока в индустрии приключенческих игр».
В августе 2014 года на игровой выставке Gamescom 2014 было заявлено о серьёзной работе над игрой, показано несколько скриншотов и указана приблизительная дата выхода — 2015 год. Также заявлено, что будут поддерживаться платформы: PC, Mac, PS4, Xbox One, iOS, Android. В феврале 2015 года на международной конференции Winter Nights 2015 в Санкт-Петербурге Бенуа Сокаль заявил, что игра выйдет в конце 2016 года. В конце сентября 2015 года Microïds представила видео Syberia saga — Road to Syberia 3, включающее несколько секунд геймплея новой игры. В мае 2016 года было заявлено, что Syberia III будет выпущена 1 декабря 2016 года. В октябре 2016 года было объявлено, что выпуск Syberia III откладывается до I квартала 2017 года.
В итоге игра была выпущена 20 апреля 2017 года в Европе и 25 апреля 2017 года в США и Канаде.

## Локализация
Как и предыдущие две части, в России и на территории стран СНГ и Балтии игра была издана для PC/Mac, PlayStation 4 и Xbox One компанией «Бука» под названием «Сибирь 3». В озвучивании приняли участие 27 актёров дубляжа: Анастасия Жаркова (Кейт Уолкер), Татьяна Шитова (Ольга Ефимова), Илья Исаев (доктор Мангелинг), Геннадий Новиков (Оскар), Ольга Кузнецова (Айяваска), Даниил Щебланов (Курк), Александр Носков (капитан Фёдор Обо), Дмитрий Креминский (Полковник и др. персонажи), Артём Маликов (Семён Штайнер), Василиса Воронина (Сара Штайнер), Константин Карасик (Ник Кантин), Александр Пожаров (доктор Замятин), Александр Новиков (мэр Пётр Булякин), Иван Литвинов (Антон и др. персонажи), Сергей Чихачёв (Леон и др. персонажи), Елена Кищик (Катерина Дроздолова и др. персонажи), Ирина Киреева (Дуняша Дубровская-Ти Ках и др. персонажи), Антон Дегтярёв (офицер таможни), Денис Некрасов (владелец таверны Влад), Михаил Тихонов (столяр племени юколов и др. персонажи), Кирилл Радциг (офицер полиции Вальсембора и др. персонажи), Алёна Созинова (разные персонажи), Антон Морозов (разные персонажи), Лариса Брохман (разные персонажи), Олег Куценко (разные персонажи), Ольга Шорохова (разные персонажи) и Сергей Бекасов (разные персонажи).

## Критика
| Сводный рейтинг       | Сводный рейтинг                |
| Агрегатор             | Оценка                         |
| --------------------- | ------------------------------ |
| GameRankings          | - (PC) 43,92 % - (PS4) 41,70 % |
| Metacritic            | (PC) 60/100 (PS4) 61/100       |
| Русскоязычные издания |                                |
| Издание               | Оценка                         |
| «IGN Россия»          | 7,3/10                         |
| PlayGround.ru         | 5/10                           |
| «Игромания»           | 8/10                           |
| «Игры Mail.ru»        | 5/10                           |
| «Канобу»              | 6/10                           |

Третья часть Syberia получила большое количество смешанных отзывов. Критике подверглись очень многие аспекты игры. Журнал Игромания в своем обзоре отмечал плохое техническое исполнение связанное с падением частоты кадров, крайне неудобное управление с помощью клавиатуры и мыши, сохранение исключительно с помощью контрольных точек и невозможность проматывать диалоги во время разговоров. К положительным сторонам автор отнесла сюжет, атмосферу предыдущих игр, музыку за авторством Инона Зура и логичные головоломки. Более жестко об игре высказался рецензент портала 3DNews. Он подверг критике сюжет, назвав его нелогичным, а персонажей клишированными, ужасную оптимизацию, неудобное управление, устаревшую графику и анимацию и долгие загрузки при переходе между локациями. Из положительных сторон было отмечено только временами симпатичные локации и более-менее логичные загадки. Более сдержанную оценку дал автор портала Riot Pixels. Он также подверг критике устаревшую графику и анимацию, плохую оптимизацию, неудобное управление даже при использовании геймпада и общую слабость игры как квеста. Тем не менее в плюсы автор отнес «великолепный» арт-дизайн и музыку Инона Зура.

## Продажи
Летом 2018 года, благодаря уязвимости в защите Steam Web API, стало известно, что точное количество пользователей сервиса Steam, которые играли в игру хотя бы один раз, составляет 80 157 человек.